# Trichonta pilicauda
Trichonta pilicauda är en tvåvingeart som beskrevs av Bukowski 1949. Trichonta pilicauda ingår i släktet Trichonta och familjen svampmyggor. Inga underarter finns listade i Catalogue of Life.